# بهنام ابو الصوف
بهنام ابو الصوف (عربی: بهنام أبو الصوف؛ زاده: ۱۹۳۱ - درگذشته: ۲۰۱۲) یک باستان‌شناس مسیحی عراقی بود.

## تحصیلات
بهنام ابو الصوف در سال ۱۹۳۱ در شهر موصل در عراق متولد شد. دروس ابتدایی و متوسطه خود را در شهر موصل به پایان رساند. در سال ۱۹۵۵ توانست لیسانس «باستان‌شناسی و تمدنها» را از دانشکده ادبیات از دانشگاه بغداد را دریافت کند.
دروس عالی خود را در دانشگاه کمبریج در انگلیس تکمیل کرد و توانست دکترای خود را در رشته «باستان‌شناسی و تمدنها و انسان‌شناسی» در تابستان ۱۹۶۶ دریافت کند.

## کشفیات
سالهای متمادی در حفر و حفاری آثار باستانی در تعدادی از شهرهای باستانی عراق در استانهای میانی و شمال عراق کار کرد.
وی اشراف علمی در حفاریهای گسترده در «سد حمرین» در استان دیالی و «سد اسکی» موصل که بر روی رودخانه دجله در اواخر دهه ۷۰ تا اواسط دهه ۸۰ بسته شده؛ بود داشت. وی توانست تمدن جدید در آستانه عصر «پارینه سنگی» در عراق را کشف کند. کشفیات وی مدت‌های مدیدی دروس اصلی مربوط به تمدانها و آثار باستانی و تاریخ را تشکیل می‌داد که در تعدادی از دانشگاه‌های عراقی و انستیتوهای تاریخ عرب در سطح عالی تدریس می‌شد.

## درگذشت
در ۱۹ سپتامبر ۲۰۱۲ در پایتخت اردن، امان اعلام شد که تاریخدان و باستان‌شناس معروف عراقی «بهنام ابو الصوف» به خاطر سکته قلبی در سن نزدیک به ۸۰ سالگی در گذشت.